# Carlos Fuentes Gómez
Carlos Fuentes Gómez, OFM (Santa Cruz de Mudela, 28 de maig de 1960) és un frare franciscà, sacerdot i presentador de televisió català, conegut per ser i haver estat conductor de diversos programes de debat polític a diverses cadenes.

## Orígens
Va néixer al poble de Santa Cruz de Mudela (Ciudad Real) l'any 1960. Quan tenia dos anys va emigrar amb els seus pares i es va instal·lar a Catalunya.

## Activitat religiosa
És frare franciscà des dels 19 anys i resideix a un convent de Sabadell. És director de l'Escola de Sant Francesc, del seu orde. El 2014 va ser ordenat sacerdot pel bisbe de Terrassa, Josep Àngel Saiz Meneses, i l'any següent va ser destinat com a vicari a les parròquies de Sant Cristòfol de Lliçà de Vall, Sant Genís de Plegamans i Santa Maria de Palau-solità. També fa missa a la parròquia de Sant Vicenç de la Creu Alta, a Sabadell.

## Activitat com a presentador

### Inicis i estil
Ha presentat diversos programes tant a televisió privada com pública, especialment de debat polític. sempre amb el suport del provincial dels franciscans i del bisbe de Terrassa. Va entrar en contacte amb aquest món el 1983, quan va anar al programa Buenas noches de Televisió Espanyola, presentat per Mercedes Milà. Al programa hi estaven convidats també Miguel Bosé, amb qui travar una estreta amistat, Sílvia Munt, entre d'altres.
Al començament va treballar amb diverses cadenes com Telecinco, col·laborant a Laura Valenzuela, José María Íñigo i Jimmy Giménez, Antena 3, on va presentar el xou d'impacte Amigos para siempre el 1994, Televisió Espanyola, o diverses emissores de televisió local.
Fuentes ha afirmat que la feina a televisió és una afició i dona la seva nòmina a la comunitat franciscana. En termes generals, el format de programes que presenta es basa en tertúlies enceses i convidats disposat a la polèmica, que li va reportar quotes d'audiència positives. Segons ell afirma, el seu estil com a presentador i conductor de debats es basa en deixar parlar amb llibertat als seus tertulians, però marcant uns límits, malgrat les situacions de tensió que ha viscut alguna vegada.

### Salt a la fama ambCatalunya Opina
El salt a la fama va ser amb Catalunya Opina, produït per Metropolitan TV, que va començar a emetre's a Canal Català el 2006 i es va convertir en un dels programes estrella de la cadena. L'espai tenia convidats molt polèmics que van valer a la cadena ser multada pel Consell de l'Audiovisual de Catalunya. A partir de 2012 també va presentar simultàniament Queremos Opinar a la cadena Intereconomía, produït també per Metropolitan TV. El programa va canviar de cadena el 2014 quan va ser fitxat per 13TV, canal vinculat a l'Església. El programa va canviar el seu nom per Queremos escuchar, tot i que va mantenir el mateix format. Amb tot, va ser cancel·lat als quatre mesos per motius d'audiència.
Quant a Catalunya Opina, el programa va haver de canviar de cadena a causa del lloguer de les llicències de Canal Català per part de El Punt Avui. Arran d'això, el programa va ser fitxat amb ell per Televisió de Badalona el 2014. Tanmateix, a mitjans de l'any següent, amb el canvi d'alcaldia de Xavier García Albiol a Dolors Sabater, el programa va ser eliminat de la graella de la televisió local. Després, entre 2016 i 2017 va ser presentador del programa Cita con Carlos Fuentes, inicialment titulat Cita en el Real Casino, a la cadena autonòmica 7TV de la regió de Múrcia.

### De TVE a 8TV
De 2017 a 2019 va conduir el programa de debat Ara i aquí a La 1 de Televisió Espanyola en desconnexió per a Catalunya. A diferència de l'estil del debats que havia conduït fins aleshores, dels quals afirma que arribaven a fer una mica de teatre, la idea era fer un debat creïble. El programa va ser cancel·lat a finals de 2019 malgrat ser el programa més vist de TVE Catalunya. Arran d'això, Fuentes va tornar a conduir el seu antic programa Catalunya Opina a Teve.cat, la nova cadena impulsada per Nicola Pedrazzoli, ocupant l'antic espai de Canal Català. El 2021 va traslladar-se amb el programa a 8TV, seguint a Pedrazzoli. Des del 2020 el programa s'anomena OpinaCat i ha tingut un gran èxit d'audiència.

## Activitat social
El seu contacte amb famosos també li ha valgut l'apel·latiu «amic dels famosos». La seva amistat amb Bosé, el va portar a ser convidat i assistir a gales benèfiques, a beneir la seva casa a Turégano, i es va fer cada vegada més conegut. De fet, ha oficiat el bateig dels fills d'Alejandro Sanz, José Coronado, Paola Bosé, així com els néts de Luis Miguel Dominguín.